# Wolfram Schüffel
Wolfram Schüffel (* 1938 in Pirna) ist ein deutscher Arzt, Facharzt für Innere Medizin und Facharzt für Psychosomatische Medizin. Er war von 1976 bis 2005 Inhaber des Lehrstuhls für Psychosomatik an der Philipps-Universität Marburg.

## Leben und Wirken
Wolfram Schüffel studierte von 1958 bis 1965 Philosophie, Germanistik und Medizin in Hamburg, Berlin und Heidelberg. Seine internistische Weiterbildung erfolgte bei Thure von Uexküll. Ab 1969 begründete er Anamnesegruppen mit (ab 1972 ein DFG-Forschungsprojekt). 1975 erfolgte seine Habilitation bei Thure von Uexküll in Innerer Medizin und Psychosomatik. Ab 1976 leitete er in Marburg die Klinik für Psychosomatik neben seinem Lehrstuhl. Nach dem Grubenunglück von Stolzenbach war er von 1988 bis 1992 wissenschaftlicher Leiter des Hilfsprogrammes für die Betroffenen des Grubenunglücks und Begründer der Arbeitsgruppe Stolzenbach-Hilfe. 1988 begann seine Arbeit zur Psychosomatischen Grundversorgung an der Akademie für Ärztliche Fort- und Weiterbildung in Bad Nauheim mit dem ersten interaktiven Arzt-Patienten-Seminar.
1974 begründete er das Deutsche Kollegium für Psychosomatische Medizin (DKPM) mit, dessen Sekretär er bis 1996 war. 1998 begründete er in der DKPM die Arbeitsgemeinschaft Funktionelle Entspannung. Ab 1992 richtete er die Wartburggespräche zur Intensivierung der Salutogenese ein. 1993 begründete er die European Society on Traumatic Stress Studies (ESTSS) in Bergen/Norwegen mit. 1999 war er medizinischer Mitbegründer des Collegium Philosophiae Transatlanticum als erstes Graduiertenkolleg der DFG zwischen Deutschland und USA.
Wolfram Schüffel ist mit der Ärztin Janet Schüffel verheiratet und hat zwei Kinder, darunter Patrick Schüffel, Professor an der Hochschule für Wirtschaft Fribourg, Schweiz.

## Auszeichnungen
- Hippokrates-Medaille für Verdienste um die Allgemeinmedizin
- 2003 wurde ihm die Ernst-von-Bergmann-Plakette der Bundesärztekammer verliehen[8].
- 2005 erhielt er die Gustav-von-Bergmann-Plakette durch die Bundesärztekammer.

## Veröffentlichungen (Auswahl)

### Schriften
- Wolfram Schüffel (Hrsg.): Sprechen mit Kranken; U&S, München 1983, ISBN 978-3541112814
- Wolfram Schüffel, Ursula Brucks, Rolf Johnen, Handbuch der Salutogenese, Wiesbaden, 1998 ISBN 978-3861261674
- Wolfram Schüffel, Medizin IST Bewegung und Atmen – Vom Elend in die Armut und wie aus Wüste Würde wird; Projekte Verlag Halle 2009, ISBN 978-3866346192
- Wolfram Schüffel (Hrsg.): Wartburgphänomen Gesundheit – Eine Anthologie der Selbstwirksamkeit; Projekte Verlag Halle 2012, ISBN 978-3862376971

### Video
- Wolfram Schüffel zur Jubiläumsfeier des Maitreffens 2010: 40 Jahre Anamnesegruppen – 30 Jahre Maitreffen Prof. Dr. Schüffel zur Jubiläumsfeier des Maitreffens 2010